# Condado de Macomb
El condado de Macomb (en inglés: Macomb County) es un condado del estado de Míchigan, Estados Unidos. Tiene una población estimada, a mediados de 2024, de 886.175 habitantes.La sede del condado es Mount Clemens.

## Geografía
Según la Oficina del Censo, tiene una superficie total de 1480 km², de los cuales 1240 km² corresponden a tierra firme y 240 km² están cubiertos de agua.

## Condados adyacentes
- Condado de St. Clair (noreste)
- Condado de Lapeer (noroeste)
- Condado de Oakland (oeste)
- Condado de Wayne (sur)

## Demografía
Según la estimación 2019-2023 de la Oficina del Censo, los ingresos medios de los hogares del condado son de $73,807 y los ingresos medios de las familias son de $92,117. Los ingresos per cápita en los últimos doce meses, medidos en dólares de 2023, son de $39,467. Alrededor del 10.5% de la población está bajo la línea de pobreza nacional.
| 1900   | 1910   | 1920   | 1930   | 1940    | 1950    | 1960    | 1970    | 1980    | 1990    | 2000    | 2010    | 2020    | 2024    |
| ------ | ------ | ------ | ------ | ------- | ------- | ------- | ------- | ------- | ------- | ------- | ------- | ------- | ------- |
| 33 244 | 32 606 | 38 103 | 77 146 | 107 638 | 184 961 | 405 804 | 625 309 | 694 600 | 717 400 | 788 149 | 840 978 | 881 217 | 886 175 |

## Localidades

### Ciudades
- Center Line
- Eastpointe
- Fraser
- Grosse Pointe Shores (parcial)
- Memphis (parcial)
- Mount Clemens
- New Baltimore
- Richmond (parcial)
- Roseville
- St. Clair Shores
- Sterling Heights
- Utica
- Warren

### Villas
- Armada
- New Haven
- Romeo

### Otras localidades
- Chesterfield
- Macomb
- Ray
- Washington

## Subdivisiones administrativas (townships)
- Armada Township
- Bruce Township
- Chesterfield Township
- Clinton Twp
- Harrison Township
- Lenox Township
- Macomb Township
- Ray Township
- Richmond Township
- Shelby Township
- Washington Township